# Бланка Анжуйска
Вижте пояснителната страница за други личности с името Бианка.
Бланка Анжуйска (известна още като Бланш и Бианка) е неаполитанска принцеса и арагонска кралица – втора съпруга на крал Хайме II Арагонски.

## Биография

### Произход
Родена е около 1283 г. Тя е втората дъщеря на неаполитанския крал Карл II Анжуйски и на унгарската принцеса Мария Арпад, която е дъщеря на унгарския крал Ищван V.

### Кралица на Арагон
На 1 ноември 1295 г. във Вилабертран Бланка е омъжена за арагонския крал Хайме II. Бракът им е уреден от избрания в Неапол папа Бонифаций VIII, който съдействал за сключването на договора от Анагни между Неапол и Арагон. Срещу брака си с неаполитанската принцеса арагонският крал получава папска инвеститура за Корсика и Сардиния, но отстъпвал на Анжуйския дом правото да се разпорежда в Сицилия, където дори трябва да помага на неаполитанците в случай на съпротива от страна на сицилианското население.
Като съпруга на арагонския крал, Бланка е още кралица на Сицилия (1295 – 1296), кралица на Валенсия (1295 – 1310), кралица на Корсика и Сардиния (1297 – 1310) и графиня на Барселона (1295 – 1310).

### Смърт
Бланка Анжуйска умира в Барселона на 14 октомври 1310. Смъртта ѝ се свързва с раждането на последното ѝ дете. Погребана е в манастира „Санта Мария де Сантес Креус“ близо до Айгуамурсия, Каталуния.

## Деца
Бланка ражда на Хайме II десет деца:
- Хайме Арагонски (1296 – 1334), който се отказва от правата върху арагонската корона и се замонашва. Той отказва да консумира брака си с Леонор Кастилска, която по-късно се омъжва за брат му Алфонсо;
- Алфонсо IV Арагонски (1299 – 1336);
- Мария Арагонска (1299 – 1316), омъжена за кастилския инфант Педро, син на Санчо IV Кастилски;
- Констанса Арагонска (1300 – 1327);
- Хуан Арагонски (1304 – 1334), латински патриарх на Александрия;
- Исабела Арагонска (1305 – 1330), омъжена за австрийския ерцхерцог и германски крал Фридрих Красивия;
- Педро Арагонски (1305 – 1381), граф на Рибагорса;
- Бланка Арагонска (1307 – 1348);
- Рамон Беренгер (1308 – 1366), граф на Емпурия;
- Виоланта Арагонска (1310 – 1353)